# Dél-tiroli Felszabadítási Bizottság
A Dél-tiroli Felszabadítási Bizottság (németül: Befreiungsausschuss Südtirol, röviden BAS) az 1950-es évek végén létrejött nacionalista és szeparatista terrorszervezet, amely tagsága 1961-es átalakulása révén utóbb neonáci csoporttá vált. Tevékenységét az 1960-as évek végéig folytatta, később pedig csak szórványosan követett el támadásokat az 1980-as évekig.
A csoport alapítója Sepp Kerschbaumer, aki egyébként már a második világháború alatt ellene volt a nemzetiszocializmusnak és a hitlerizmusnak. Kezdetben még a BAS radikális hangvétellel ugyan, de Dél-Tirol autonómiájáért küzdött, álláspontja viszont rövidesen megváltozott és keményebb eszközökkel (így robbantásokkal) követelte Dél-Tirol elszakadását Olaszországtól.
A tűz éjszakája elnevezésű merényletsorozat után az olasz hatóságok és a hadsereg keményen lecsapott a BAS-ra, elfogott tagjait meg is kínozták, majd a tagok (így Kerschbaumer) bebörtönzése súlyos csapást jelentett a csoportra.

## Előzmények

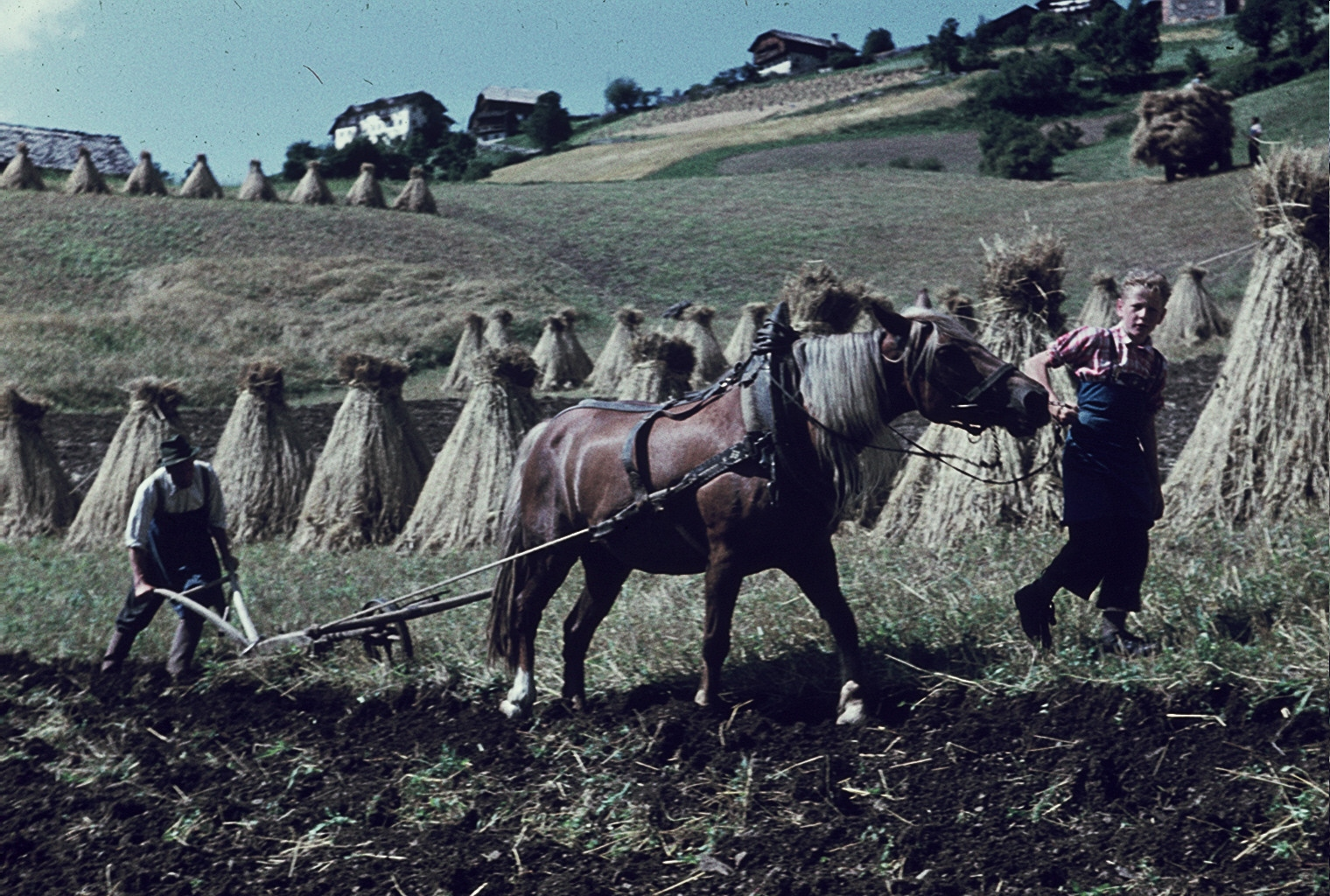
Dél-tiroli gazda a fiával szánt az 1960-as évek táján.

Az első világháború után az Olaszországhoz került Dél-Tirolban Benito Mussolini fasiszta diktátor kemény olaszosítási programot indított, amely nemcsak a német nyelv használatának tiltásában vagy kulturális asszimilációban nyilvánult meg, hanem a térség iparosításában is, mivel az újonnan létesült gyárak olasz nyelvű intézmények voltak.
A Harmadik Birodalom sem támogatta a dél-tiroli német nyelvű embereket, tekintettel a Hitler és Mussolini közötti szövetségi viszonyra, sőt a Führer megkövetelte a német dél-tiroliaktól, hogy költözzenek át a náci Németországba, ha meg akarják őrizni identitásukat és nyelvüket. Ez kiábrándítóan hatott az akkor fiatal Kerschbaumerra, aki már akkoriban náci- és fasisztaellenes nézeteket képviselt.
A második világháborút követően a békeszerződések megszabták, hogy Olaszország, amely megtarthatta ugyan Dél-Tirolt, de köteles autonómiát adni a német nyelvű embereknek. Ez viszont olyannyira nem valósult meg, hogy az olasz hatóságok lényegét tekintve folytatták a korábbi olaszítást és gazdaságilag, sőt társadalmilag is igyekeztek lehetetlen helyzetbe hozni a német nyelvűeket. A főleg mezőgazdaságból élő német ajkú lakosság megélhetését ellehetetlenítették és arra kényszerítették őket, hogy az ipari szektorban helyezkedjenek el, ahol azonban nemzetiségűk miatt további hátrányt szenvedtek. Sok esetben nem is találtak állást német nyelvűként és a lakhatásukat sem biztosították. Ennek tetejében más olasz régiókból jövő olasz bevándorlókat telepítettek minél nagyobb számban Dél-Tirolba.

## A csoport létrejötte és tevékenysége

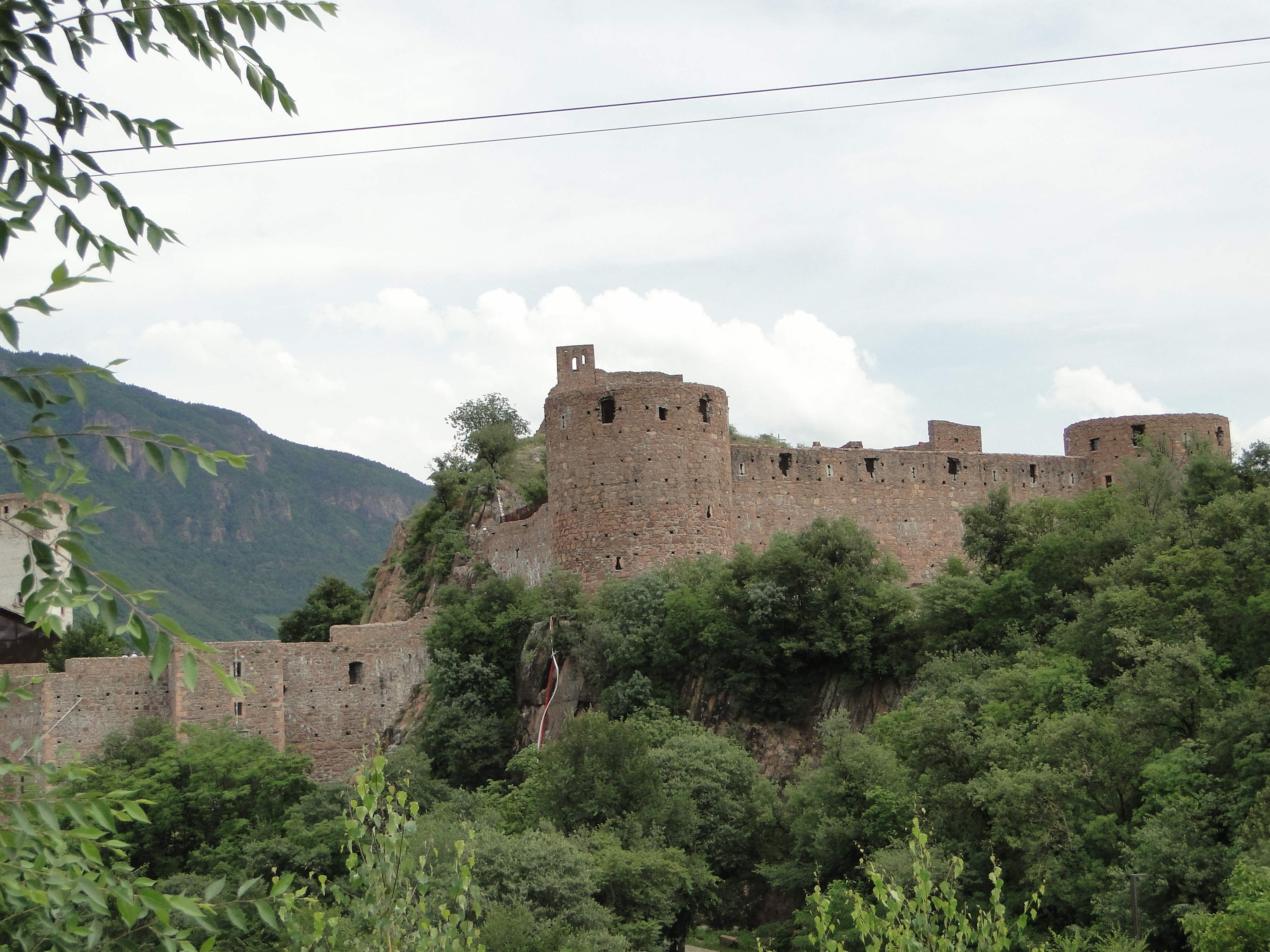
A Schloss Sigmundskron 2012-ben.

A dél-tiroli német nyelvű lakosság jogaiért folytatott küzdelmet kezdetben a Dél-tiroli Néppárt (Südtiroler Volkspartei) vezette, amelynek tagjai között ott volt kezdetben Kerschbaumer is. Később, néhány másik néppárti taggal együtt elégedetlenségének adott hangot, hogy a frakció túlságosan kompromisszumkész, ezért kilépett annak soraiból és nagyjából 1958 előtt létrehozta a Dél-tiroli Felszabadítási Bizottságot, ami viszont végig szűkkörű maradt.
Kerschbaumer a csoport főhadiszállását a Bolzano közelében található, Zsigmond osztrák főhercegről elnevezett Sigmundskron kastély romjai között rendezte be. A tagok gyűléseiket itt tartották és terveiket is itt beszélték meg. Bár néhányan, mint Fritz Molden, Gerd Bacher és Georg Klotz felvetették, hogy a hegyek között folytatandó partizánháborút kellene kezdeményezni az olasz központi kormányzat ellen, ám Kerschbaumer és az innsbrucki egyetemen tanuló Norbert Burger ezt a korlátozott lehetőségek miatt elvetették. Az viszont egészen biztos, hogy a BAS már 1958-tól fegyvereket és robbanószereket, valamint robbantáshoz való műszaki eszközöket szerzett be Ausztriából és Nyugat-Németországból. Jóllehet Kerschbaumer célja a károkozás, de a BAS tagjai mindenképpen el akarták kerülni, hogy erőszakos tevékenységükkel emberéleteket oltsanak ki, tudván, hogy ez mennyire leronthatná társadalmi megítélésüket.
A kis létszámú szervezet elszántságát erősítette a számukra elfogadhatatlan Gruber–De Gasperi-egyezmény, amely Dél-Tirolt Olaszország kezén hagyta, továbbá az olasz betelepítések (amelyek egyértelmű célja a német nyelvűek számának csökkentése volt) és a diplomáciai tárgyalások sikertelensége. A BAS, mely el akarta szakítani Dél-Tirolt Olaszországtól, ugyanakkor a tartománynak nem akart sem függetlenséget, sem pedig autonómiát, hanem Dél-Tirolnak Ausztriához való csatolását kívánta, ezáltal pedig újbóli egyesítését Tirollal.
A BAS-t az osztrák Tirolból is segítették aktivisták, ám azok ellen az ottani hatóságok már korábban felléptek és lefoglalták a náluk talált fegyvereket és robbanószereket. Ez viszont nem zavarta meg a BAS működését, amely (többnyire szimbolikus) merényletekbe kezdett: lerombolt vagy komolyan megrongált olasz emlékműveket, az olasz telepesek lakóingatlanjait (zömében épülőfélben lévőket), de célba vették a közműhálózatot is, amely energiával látta el az olasz iparilétesítményeket.
A BAS alacsony helyi szintű támogatottságára jellemző, hogy jónéhány tagjuk nem is volt dél-tiroli. Többen az osztrák Tirolból csatlakoztak hozzá és nem kevés Ausztriából, valamint az NSZK-ból érkezett német nacionalista lett a tagja. Tagja volt a BAS-nak Helmut Heuberger, egykori náciellenes osztrák ellenálló, ám így is akadtak olyanok (elsősorban németországiak), akik a háború alatt a Waffen-SS-ben harcoltak.
Az osztrák külügyminisztérium előtt jól ismert volt a BAS, olyannyira, hogy az egyik tagjuk, Rupert Zechtl szociáldemokrata képviselő rendszeresen tájékoztatta a csoport tevékenységéről Bruno Kreisky külügyminisztert, aki több ízben vendégül látta Bécsben Kerschbaumert is.

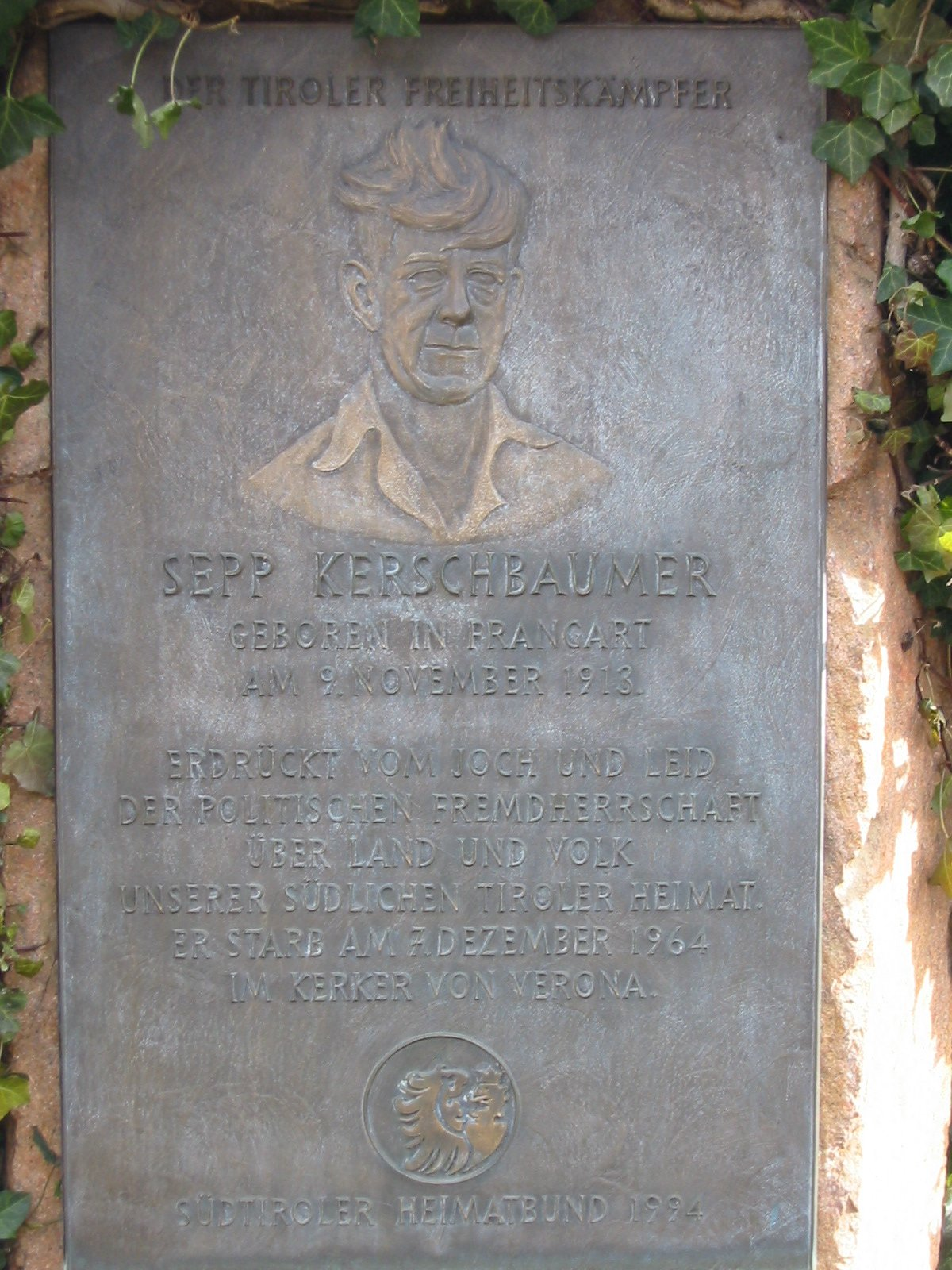
Kerschbaumer emléktáblája
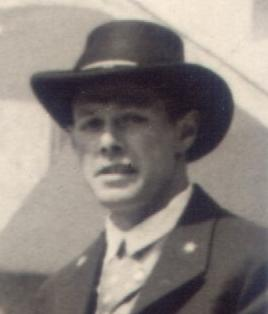
Luis Amplatz, a csoport későbbi „mártírja”
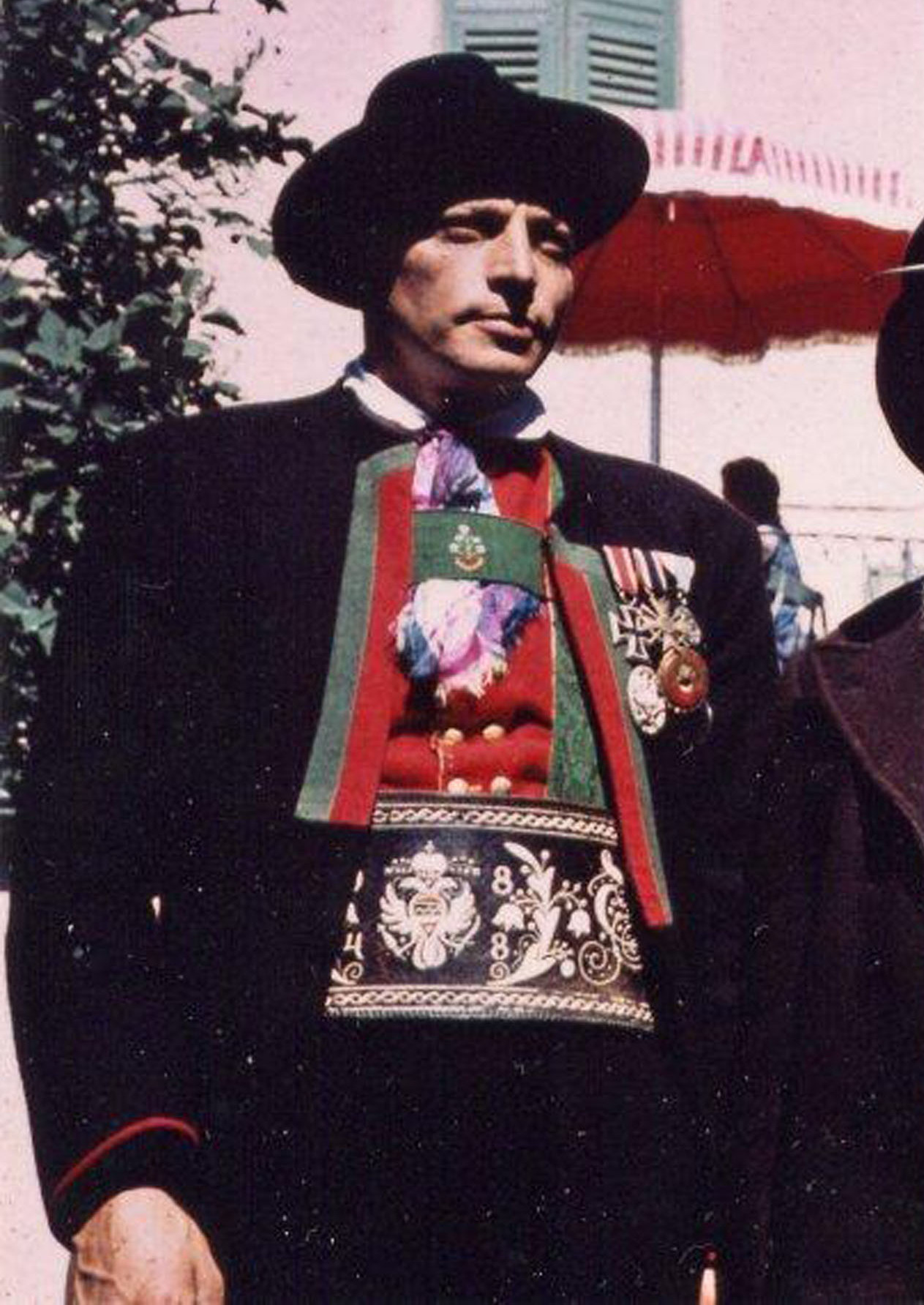
Georg Klotz

### Merényletek

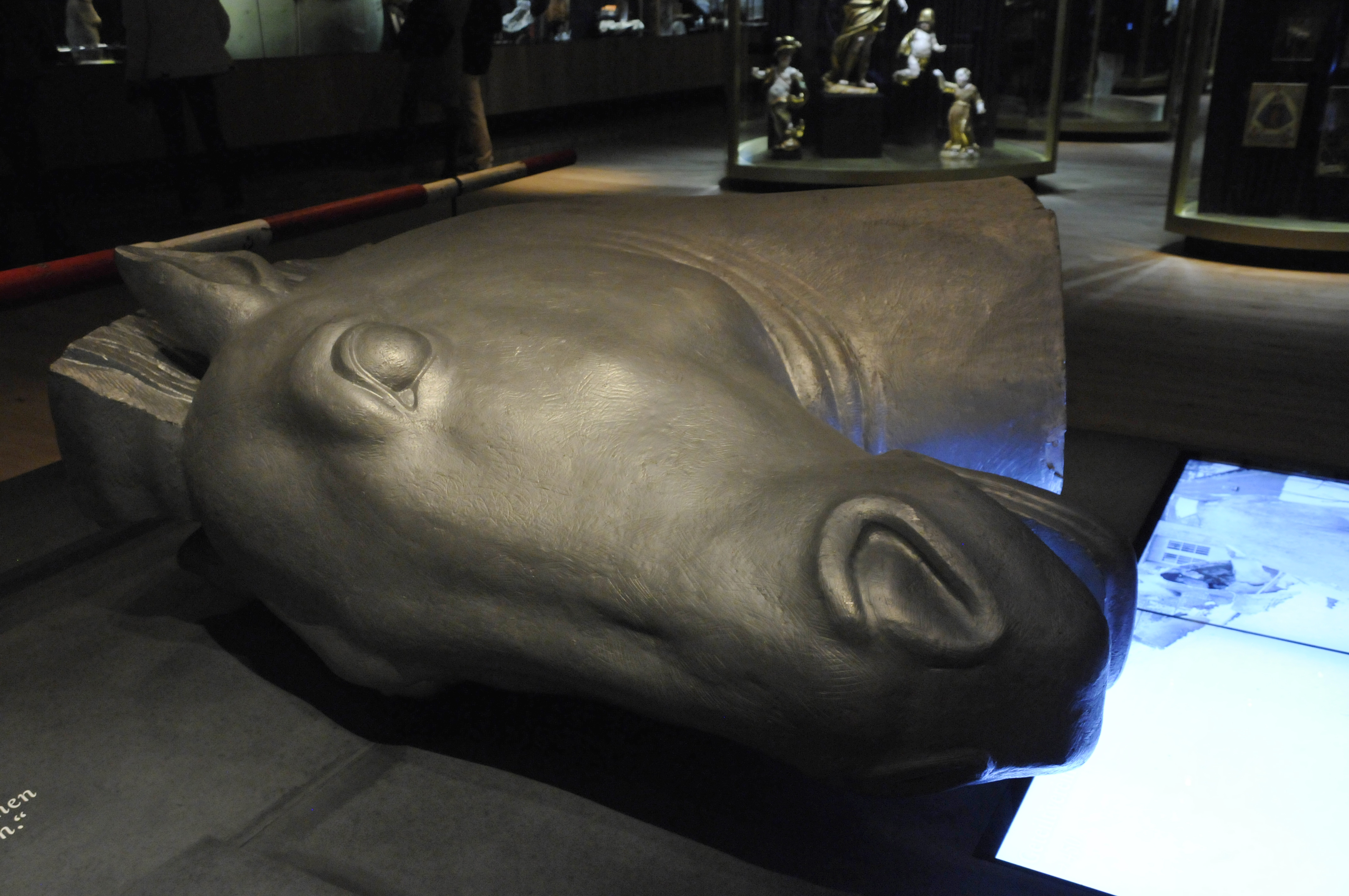
A robbantások során megsemmisült egyik lovasszobor maradványa egy innsbrucki múzeumban.

A csoport első terrortámadásai 1956 szeptemberében kezdődtek, majd 1957 januárjától folytatódtak. Ezt követően néhány évig szüneteltek az akciók, majd 1961. január 31-én Martl Koch és két osztrák tiroli aktivistával (Kurt Welserrel és Heinrich Klierrel) felrobbantotta a Ponte Gardenában álló, A fasizmus géniusza elnevezésű szobrot, amit még Mussolini idején emeltek. Az ilyen és ehhez hasonló szobrok többfelé álltak az országban még a háború után is, s gúnynevük az alumínium Duce volt.
Röviddel ezután Josef Fontana felrobbantotta Ettore Tolomei egykori dél-tiroli olasz fasiszta politikus villáját Montagnában, aki annak idején sokat lobbizott a tartomány elolaszosításáért.
A robbantásokhoz elsősorban dinamitot és donaritot használtak, amit külföldről (főleg Ausztriából, de részben Olaszországból is) csempésztek be a gépkocsik üléseibe rejtve, míg a határokon a legkülönfélébb módokon trükköztek, hogy a robbanóanyagot átjuttassák Dél-Tirolba.

#### Tűzéjszaka
A BAS akcióinak csúcspontja az 1961. június 11-ről június 12-re végrehajtott Tűzéjszaka (németül: Feuernacht) nevű merényletsorozat, ami nemzetközi szinten is ismertté tette a BAS-t és az ENSZ újból vizsgálni kezdte a dél-tiroli kérdést. A tagok időzített bombákat helyeztek nagyfeszültségű villanyoszlopok talapzatára: 42 célba vett oszlop közül 37 kidőlt és teljesen megsemmisült. A támadás hatására áram nélkül maradtak észak-olaszországi üzemek és ideiglenesen megbénult a vasúti forgalom is.
A BAS megpróbálta az akciót nyomban megismételni, ez volt az ún. kis tűzéjszaka (németül: kleinen Feuernacht), amelyet június 12-ről június 13-ra virradóra követtek el, de csak kisebb károkat okoztak.

## Fellépés a BAS ellen

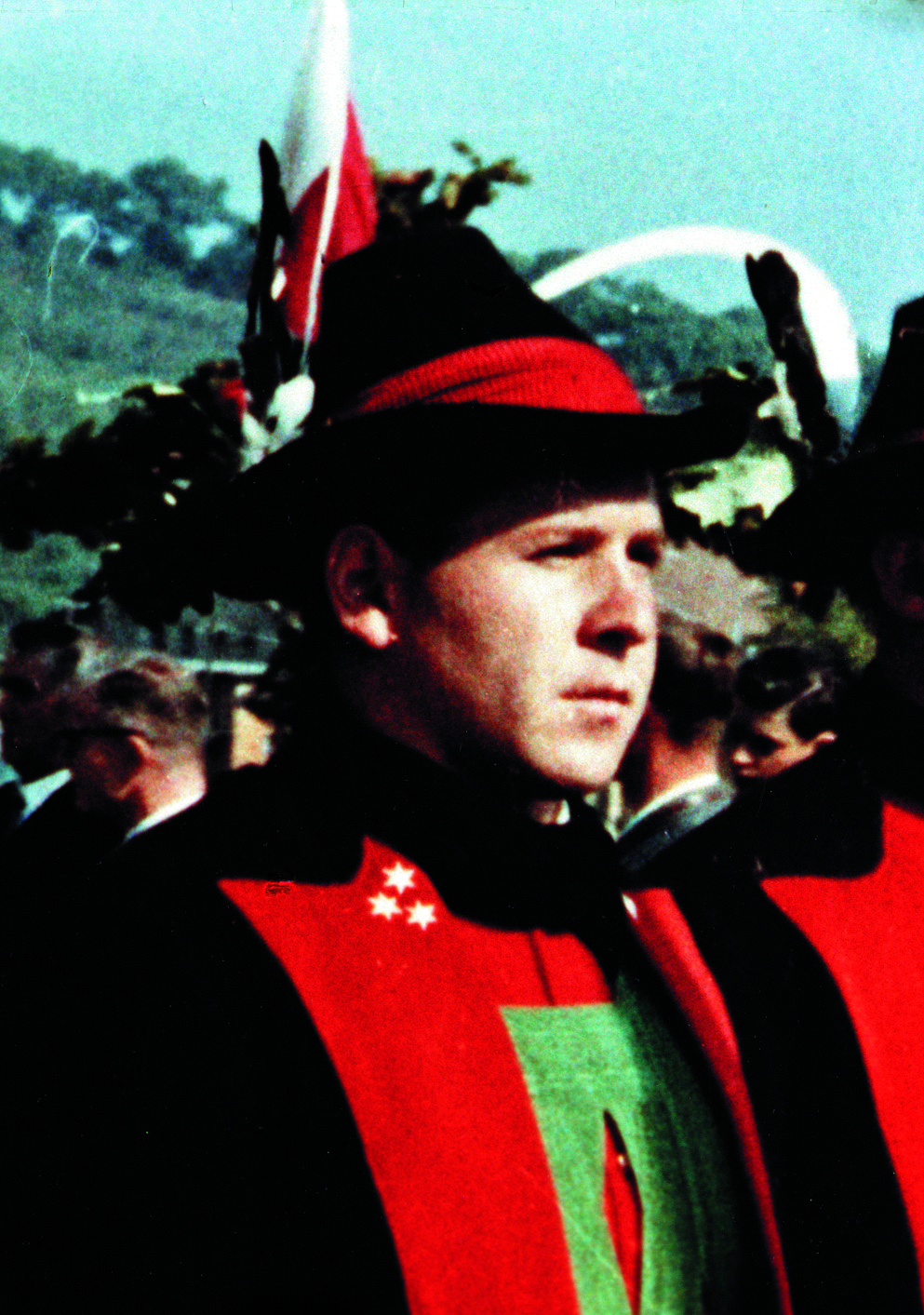
Franz Höfler.

Míg az ENSZ és az osztrák, valamint olasz kormány újból tárgyalta Dél-Tirol ügyét, az olasz rendőrség, a carabinieri és a hadsereg hatalmas erőket (mintegy 45 ezer fő) mozgósított, hogy felszámolják a BAS tevékenységét. A tartományban szigorú ellenőrzést és kijárási tilalmat rendeltek el, illetve a közműhálózatok (villamosművek, völgyhidak, gátak, villanyoszlopok, transzformátorok, tévé- és rádióállomások, vasúti berendezések, alagutak, ipari létesítmények) védelmét erősítették. Az intézkedések során két embert, Joseph Lochert és Hubert Sprengert lelőtték a katonák, mert alaptalanul terroristának nézték őket. A hatóságok mindkét ügyet eltussolták.
A tűz éjszakája utáni hónapokban 150 BAS tagot tartóztattak le, akiket brutális vallatásoknak vetettek alá. Vélhetően emiatt halt meg két tagjuk is: Franz Höfler és Anton Gostner.
Alaptalanul letartoztatásba helyezték Viktoria Stadlmayer tanácsost olaszellenes tevékenységgel vádolva meg, ám az ellene szóló vádak annyira tarthatatlanok voltak, hogy rövidesen szabadon kellett engedni. A néppárti politikusok követelték, hogy vizsgálják ki a kínzásokat, amelyre válaszul durva elutasítást kaptak. Ekkor több levél is nyilvánosságra került, amelyben BAS-tagok írnak az őrizetben elkövetett embertelen bánásmódról, amelyet a testükön található sérülésekkel is igazolnak. Mindazonáltal a carabinieri nem titokzatoskodott túlzottan a kínvallatásokkal, olyannyira nem, hogy mosásra el is küldték az őrizetesek ruháit családtagjaikhoz, aminek ugyanakkor egyfajta megfélemlítő célzata is lehetett.
A kínzások miatt bár vizsgálat indult tíz csendőr ellen, ám a trentói bíróság közülük nyolcat 1963-ban felmentett, kettőt pedig amnesztiában részesítettek. A döntés nagy felháborodást váltott ki.
A hatóságok azért vetették tortúra alá az őrizetbe vett tagokat, hogy minél több érintett nevét kiszedjék belőlük. A vallatásnak alávetett személyek ezt megtették, majd ezen új őrizeteseket a csendőrség szintén megkínozta, csakhogy további információkra tegyen szert.
A carabinieri vallatási módszerei a fasiszta időket idézték: a fogvatartottaknak hosszú ideig kellett felemelt karral egyhelyben állniuk a helyiségekben, vagy folyosókon. Aki leengedte a kezét, annak puskatussal vagy lábbal vertek a lábfejére vagy a lábujjaira. Másoknak nagyteljesítményű villanykörtékkel világítottak a szemébe, ami komolyan roncsolta a látóidegeiket, majd ütlegelni kezdték őket. Sokaknak a fejére mértek hatalmas ütéseket. A kínzásokhoz tartozott még az élelem, víz és alvás megvonása is, ami borzasztóan hatott sokakra a nyári hőségben. Voltak akik a wc-kagylókból ittak, de ha rajtakapták őket, akkor kegyetlenül megverték őket és a továbbiakban a dolgaikat sem végezhették egyedül, zárt ajtók mögött az illemhelyen, mindig csak felügyelet mellett. Ennek tetejében a csendőrök szándékosan szomjaztatták a fogvatartottakat, mégpedig sósvíz itatásával vagy a nyári melegben vastag ruhákba való öltöztetéssel.

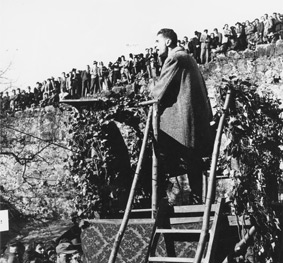
Silvius Magnago 1957-ben.

A csendőrség állatias bánásmódja odáig fajult, hogy az őrizetesek szeméremszőrzetét kitépték és gyakran húszkilós súlyokat akasztottak a nemiszervükre, égő cigarettát nyomtak el testükön, leköpdösték őket, s a nyálat a fogvatartottaknak fel kellett nyalniuk magukról. A legbestiálisabbnak a casetta nevű módszer bizonyult: hosszúkás asztalra fából készült 40–60 cm magas ládikót raktak, annak domború tetejére fektették rá az illetőt derékkal lefelé, miközben végtagjait az asztal szélei felé kifeszítve rögzítették. A megfeszülő  bordaközi izmok okozta fulladásérzést a száj betömésével fokozták, majd a szabadon lévő felső testrészeket és a lágyékot gumibottal ütlegelték, súlyos belső sérüléseket okozva ezzel.
A fizikai brutalitás mellett állandó volt az őrizetesek lelki kínzása és zsarolása. Gyakran tartották őket azon rettegésben a csendőrök, hogy behozzák családtagjaikat és rokonaikat, sőt minden barátjukat, akikkel ugyanúgy fognak elbánni, a nőket és lányokat pedig meg fogják erőszakolni. Ahol csak tudták gyalázták, becsmérelték, átkozták nemzeti hovatartozásukat, szűkebb hazájukat, Dél-Tirolt, a németséget és Németországot. Már azért is súlyos verés járt, ha valaki a kihallgatásokon nem tudott olaszul beszélni (ez többségükről elmondható volt).
A letartoztatott BAS tagok többségét (akik közül sokan áldozatai voltak a túlkapásoknak) elengedte a hatóság. 60 ember ellen emeltek vádat terrorizmus, az alkotmányos rend erőszakos megváltoztatásának kísérlete és gyilkosság miatt. Utóbbit azért, mert a tűzéjszaka során meghalt egy Giovanni Postal nevű közútkezelő munkás, aki hozzányúlt egy általa felfedezett robbanószerkezethez, amit korábban a BAS tagok helyeztek el.
A per Milánóban zajlott. 1964. július 16-án a bíróság 35 személyt bűnösnek talált, de közülük 13 azonnali hatállyal kegyelmet kapott, 27-et pedig felmentettek. A bíróság Aldo Moro olasz miniszterelnök nyomására ejtette a vádak közül az alkotmányos rend erőszakos megváltoztatásáról és az állam egysége elleni támadásról szóló vádpontokat, ezért születhettek többnyire viszonylag enyhe ítéletek.
A perbe fogott tagok, így Kerschbaumer már azzal próbáltak védekezni az ítélőszék előtt, hogy akciók célja nem az elszakadás, hanem Dél-Tirol autonómiájának kiharcolása volt.
Kerschbaumert súlyos, majdnem 16 éves börtönre ítélték, mint a csoport vezetőjét. Büntetésének megkezdése után nemsokkal azonban meghalt. Három osztrák tagja a BAS-nak megszökött a hatóságok elől, őket távollétükben 20 év börtönre ítélték. Norbert Burger 1980-ban a szélsőjobboldali (csaknem nemzetiszocialista irányultságú) Nemzeti Demokrata Párt színeiben elnökjelöltként indult az ausztriai választásokon.

## A BAS további sorsa
Az 1961-es hatósági fellépések komoly csapást jelentettek a BAS-ra, de a csoport nem szűnt meg teljesen, csupán elvesztette az alapító rétegét, amely bár radikális volt, ennek ellenére mérsékeltebbnek számított azokhoz képest, akik ezt követően alkották a BAS-t. 1963-tól egyre több neonáci, szélsőséges pánnémet vagy pángermán elem és neofasiszta került a BAS soraiba. A BAS létszáma jóllehet még az Kerschbaumer-korszakhoz képest is alacsonyabb volt ekkor, de az új tagok sokkal agresszívabbak lettek, akik letettek arról az elvről, hogy nem követnek el gyilkosságokat. Ugyan nem tömeggyilkosságot akart végrehajtani az immár egyértelműen szélsőjobboldali szervezet, de azt akarta, hogy rettegést, bizonytalanságot, halálfélelmet keltsen a társadalomban.

### A véres terrorcselekmények ideje
1964. szeptember 3-án BAS terroristák lelőtték Vittorio Tiralongo olasz csendőrt Mühlwaldban (Selva dei Molini). Szeptember 9-én Rasen-Antholzban olasz katonákat támadtak meg, közülük 5-en súlyosan megsebesültek.
1965. augusztus 26-án Sextenben (Sesto) szitává lőtték Palmerio Ariu és Luigi de Gennaro csendőröket.
1966. május 24-én Bruno Bolognese vámos lett az áldozata egy rejtett pokolgépnek a Pfitscher-hágói menedékházban (Rifugio Passo di Vizze). Július 25-én ismét két vámost, Salvatore Gabittát és Giuseppe D’Ignotit ölték meg Gsiesben (Valle di Casies). Szeptember 9-én bombamerényletben vesztette életét Herbert Volgger csendőr, valamint Martino Cossu és Franco Petrucci vámosok Brenner község közelében.
1967. június 25-én felrobbantottak egy villanyoszlopot a Belluno megyei Comelicóban, a Cima Vallona alatti hágónál. A helyszínre a csendőrség és az olasz alpesi erők egységei vonultak ki, akik rejtett pokolgépekbe botlottak, közülük négy katona meghalt, egy súlyosan megsérült. Megjegyzendő, hogy a hatóságok nem tudták kétséget kizáróan megállapítani, hogy a támadást a BAS követte volna el. A terrorakciót az olasz sajtó a „Cima Vallona-i mészárlás” (Strage di Cima Vallona) néven tárgyalta.
A BAS terrorista akció mellett olasz részről is próbálták provokálni a dél-tiroli felet, hogy gyengíthessék a Néppárt pozícióját. Tette mindezt a tűzéjszakát követően az olasz fegyveres erők hírszerzőszolgálata, a SIFAR is 1961-ben. A tűzéjszaka hatására olasz újfasiszták Ausztriában hajtottak végre ellenválaszt: 1961. október 1-jén felrobbantották Innsbruckban Andreas Hofer tiroli szabadságharcos szobrát. A carabinieri a letartóztatottak családtagjait is hamis beismerésekre próbálta kényszeríteni, amiket célzottan a Néppárthoz juttattak el. Emiatt történt, hogy a pártvezető Silvius Magnago valószínűleg nem mert kiállni a megkínzottakért.
A BAS szélsőségeseinek támadásai 1967 után sem hagytak alább. 1967. szeptember 30-án a trentói vasútállomás elleni támadásban meghalt két vasúti rendőr, Filippo Foti és Edoardo Martini. Eddigre már Ausztria is egyre keményebben lépett fel a terrorszervezet ellen, ezért több tagjuk kilépett a csoport soraiból.
Olasz források összesen 15 hivatalos, főleg rendvédelmi személy halálát tulajdonítják a BAS-nak, de nem mindegyik esetben lehet teljesen bizonyítani az állítást.
1966-ban újabb per indult Milánóban, ahol olyan, többek között befolyásos hivatali személyeket vádoltak meg, miszerint együttműködtek a BAS-szal. Aloys Oberhammer tartományi tanácsost is bűnösnek találták és harminc év börtönre ítélték, akárcsak Heubergert és Günther Andergassent az innsbrucki egyetemről. Peter Kienesbergert és két társát, akiket a cimma vallonai merényletért találtak bűnösnek, távollétükben életfogytiglanra ítélték. Az Ausztriában perbefogottak többségét felmentették.

## A későbbi évtizedek
Dél-Tirolban az 1980-as évekig szórványosan folytatódtak a véres merényletek, amelyeknek hivatalos személyek, civilek, aktivisták és politikusok estek áldozatul, de nem volt mindegyik a BAS műve, miután az évek alatt újabb szélsőséges csoportok alakultak a tartományban. Összevetve az 1950-es évektől az 1980-as évekig bezáróan az ilyen támadások miatt elítélt személyek kétharmada volt dél-tiroli, egyharmada osztrák és német.
Sok kérdés azonban még mindig nyitva maradt a résztvevők és elkövetők személyazonosságát illetően, illetőleg ki milyen szerepkörrel, kapcsolattal bírt olyan eseteknél, mint a Tiralongo-gyilkosság, ahol nem tisztázott teljesen a tettesek kiléte. Léteznek feltételezések, hogy Tiralongo halála szolgáltatta az ürügyet két oszlopos BAS-tag, Luis Amplatz és Georg Klotz elleni merényletre, amelyet a carabinieri ügynöke, Christian Kerbler hajtott végre Giovanni De Lorenzo tábornok utasítására, s amelyben Amplatz meghalt.

## A BAS megítélése
Dél-Tirolban sokan ma is rokonszenvvel viseltetnek a BAS iránt, elsősorban a Kerschbaumer-féle körre, amely nem volt annyira szélsőséges, mint a csoport 1961 utáni tagsága. Bolzanóban 2018-ban kiállítás nyílt Dél-Tirol történelméről, itt szerepelt a BAS tevékenysége, melyet a tárlat áldozatként mutat be. A tárlatot a történész szakma élesen kritizálta, mert nem tér ki arra a véres időszakra, amely a tűz éjszakáját követően az 1980-as évekig zajlott Dél-Tirolban.